# 1670 в Україні

## Події
- Олексій Хромий  очолив повстання Разіна на Слобідській Україні.
- Михайло Ханенко підписав в Острозі договір з Річчю Посполитою.
- Кошовим отаманом Січі обрано Григорія Пелеха.

## Особи

### Народились
- Величко Самійло Васильович (1670 — після 1728) — український козацько-старшинський літописець.
- Зарудний Іван Петрович (1670—1727) — архітектор, скульптор, іконописець, різьбяр, представник українського бароко.

### Померли
- Іван Дзиковський (до 1630—1670) — фундатор української колонізації Подоння. Наказний полковник Чернігівського полку на Гетьманщині. Засновник міста Острогозьк. Полковник Острогозького полку в Слобідській Україні. Керівник Острогозького антимосковського повстання.
- Хромий Олексій Григорович — один з керівників повстання Степана Разіна. Керував «разінськими» повстанськими військами в Україні.

## Засновані, зведені
- Глухівський Успенський монастир
- Церква Успіння Богородиці (Яворів)
- Билбасівка
- Гейсиха
- Красносілка (Бершадський район)
- Криштопівка (Драбівський район)
- Серединка (Чернігівський район)
- Синарна
- Сіножацьке
- Степанівка (смт)
- Студенець (Канівський район)
- Чабани (смт)